# Miroslav Červenka
Miroslav Červenka (ur. 5 listopada 1932 w Pradze, zm. 19 listopada 2005 tamże) – czeski literaturoznawca, krytyk literacki, poeta i tłumacz, specjalista w dziedzinie wersologii.

## Życiorys
Urodził się w rodzinie nauczycielskiej. Maturę zdał w 1951. Ukończył studia bohemistyczne i literaturoznawcze na Uniwersytecie Karola w Pradze (1956). Po studiach pracował w Instytucie Literatury Czeskiej (Ústav pro českou literaturu) Czechosłowackiej Akademii Nauk. W 1971 został z powodów politycznych zwolniony. Zatrudniony był jako bibliotekarz w przedsiębiorstwie Poragoprojekt. Swoje prace naukowe publikował w samizdacie oraz za granicą (m.in. w Polsce). Współpracował z samizdatowym pismem „Obsah”. Po aksamitnej rewolucji ponownie został pracownikiem Instytutu Literatury Czeskiej. Był redaktorem naczelnym naukowego periodyku „Česká literatura” (Literatura czeska). Wykładał również naukę o literaturze na Uniwersytecie Karola. Jako wersolog współpracował z Květą Sgallovą i Lucyllą Pszczołowską.

## Działalność literacka
Jako poeta debiutował w 1949 w piśmie „Směna”. W pierwszych tomach złożył hołd aktualnym w ówczesnej Czechosłowacji tendencjom artystycznym i ideologicznym. Potem związany był z grupą twórców skupionych wokół pisma „Květen” (Maj), głoszących program „poezji dnia powszedniego”, przez akcentowanie prywatności, problemów jednostki i zwyczajności przeciwstawiający się zideologizowaniu socrealizmu.

## Działalność translatorska
Červenka tłumaczył m.in. z rosyjskiego (Aleksandra Puszkina, Władimira Odojewskiego, Walerija Briusowa, Nikołaja Gumilowa, Osipa Mandelsztama, Nikołaja Zabołockiego, Bułata Okudżawę i in.), estońskiego (Jaana Krossa, Matsa Traata), słowackiego (Miroslava Válka, Milana Rúfusa) oraz polskiego (Czesława Miłosza, Zbigniewa Herberta i in.). Ponieważ miał zakaz publikowania czegokolwiek w Czechosłowacji, część przekładów ogłosił pod cudzymi nazwiskami lub pod pseudonimami. Był edytorem i jednym z tłumaczy samizdatowej antologii poezji polskiej Slovo a zeď (Słowo i mur), 1988.

## Twórczość

### Publikacje literaturoznawcze i krytycznoliterackie
- Český volný verš devadesátých let[1] (Czeski wiersz wolny lat dziewięćdziesiątych), 1963[3]
- Symboly, písně a mýty[1] (Symbole, pieśni, mity), 1966[3]
- Významová výstavba literárního díla[1] (Konstrukcja znaczeniowa dzieła literackiego), 1992, przedtem w języku niemieckim 1978[3]
- Z večerní školy versologie (Ze szkoły wieczorowej wersologii), 1983 (samizdat), 1991
- První čtyří sbírky Jiřího Koláře (Pierwsze cztery tomiki Jiříego Kolářa) (Paryż 1989)
- Styl a význam (Styl i znaczenie), 1991[3]
- Z večerní školy versologie, 2 (Ze szkoły wieczorowej wersologii, 2), 1991
- Obléhání zevnitř (Oblężenie od wewnątrz), 1996
- Fikční světy lyriky (Fikcyjne światy liryki), 2003
- Kapitoly o českém verši (Studia z czeskiego wiersza), 2006 (pośmiertnie)

### Publikacje literaturoznawcze w Polsce
Swoje prace ogłaszał w Polsce w Pamiętniku Literackim oraz w tomach zbiorowych: Styl a kompozycja (Wrocław 1965), Wiersz i poezja (Wrocław 1966), Metryka słowiańska (Wrocław-Warszawa 1971), Semiotyka i struktura tekstu (Wrocław 1973), Tekst i język. Problemy semantyczne (Wrocław 1974), Semantyka tekstu i języka (Wrocław 1976), Tekst-język-poetyka (Wrocław 1978), Słowiańska metryka porównawcza, t. 1-5 (Wrocław-Warszawa 1978-1993), Tekst i zdanie (Wrocław 1983), Z polskich studiów slawistycznych, seria 6 (Wrocław 1984).

### Tomy poetyckie
- Po stopách zítřka (Po śladach dnia jutrzejszego), 1953[3]
- To jsi ty, země (To ty, ziemio), 1956[3]
- Lijáky (Ulewy), 1960[3]
- Hra na hvězdy (Zabawa w gwiazdy), 1962[3]
- Strojopisná trilogie[2] (Trylogia w maszynopisach), 1992, przedtem w samizdacie[3]